# تپه اسپرینگ (کالیفرنیا)
تپه اسپرینگ (به انگلیسی: Spring Hill) یک منطقهٔ مسکونی در ایالات متحده آمریکا است که در شهرستان نوادا، کالیفرنیا واقع شده‌است. تپه اسپرینگ ۸۱۵ متر بالاتر از سطح دریا واقع شده‌است.